# غرب هامستيد (محطة مترو أنفاق لندن)
غرب هامستيد (بالإنجليزية: West Hampstead)‏ هي إحدى محطات مترو أنفاق لندن. تقع على خط جوبيلي أفتتحت في المنطقة (Zone) رقم 2 أفتتحت في 30 يونيو 1879.

## معرض صور

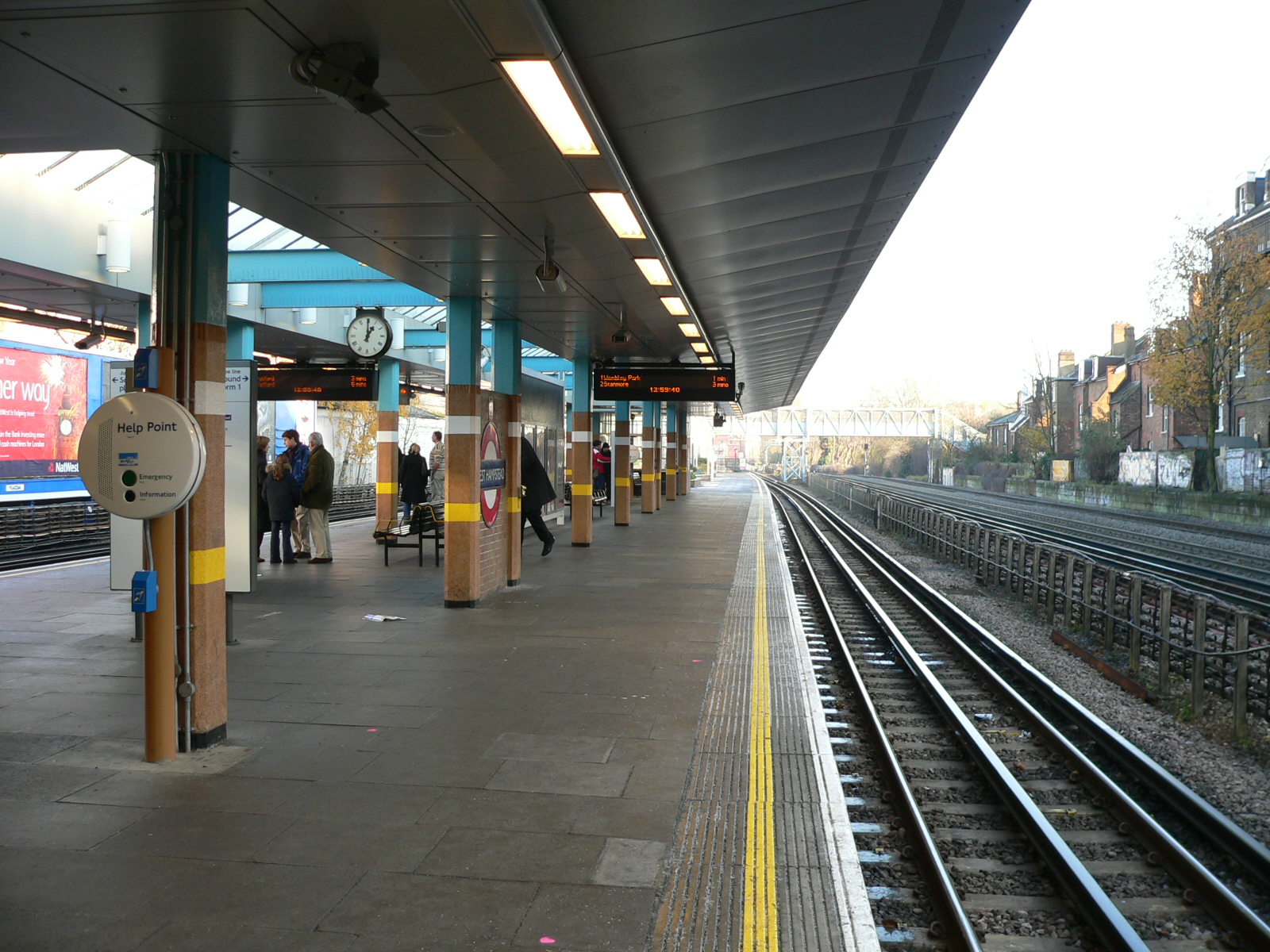
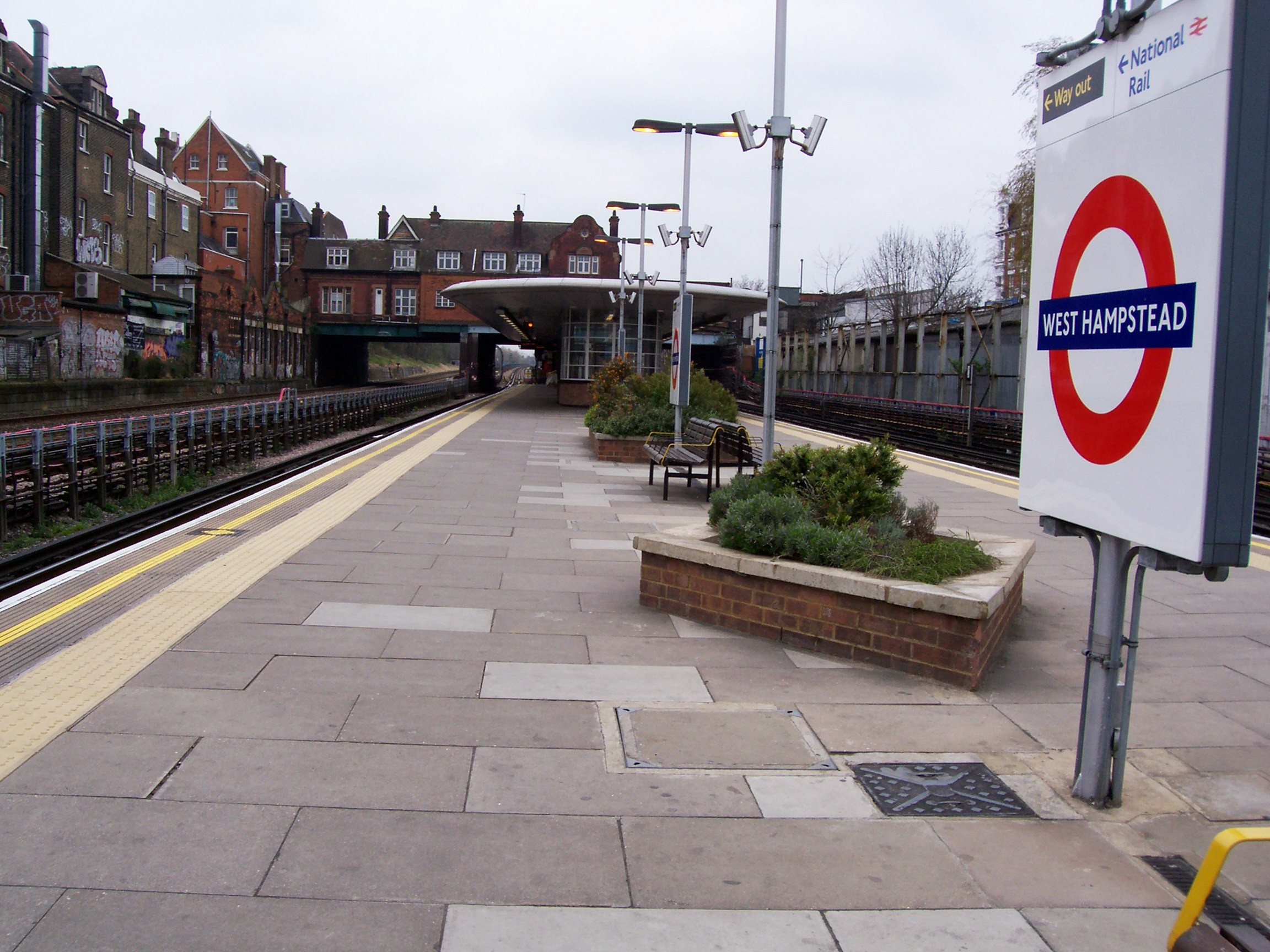
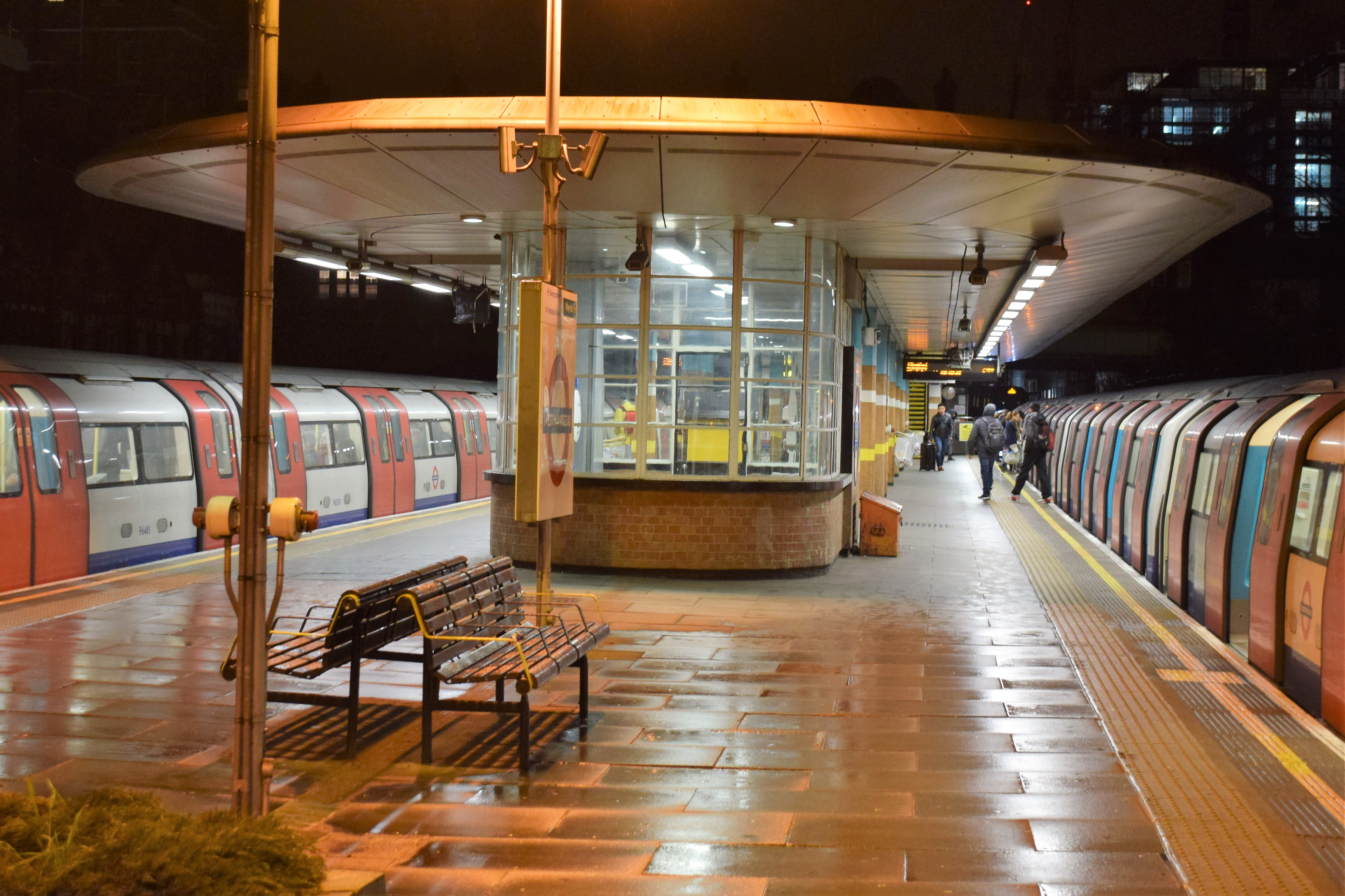